# Korová rakovina platanu

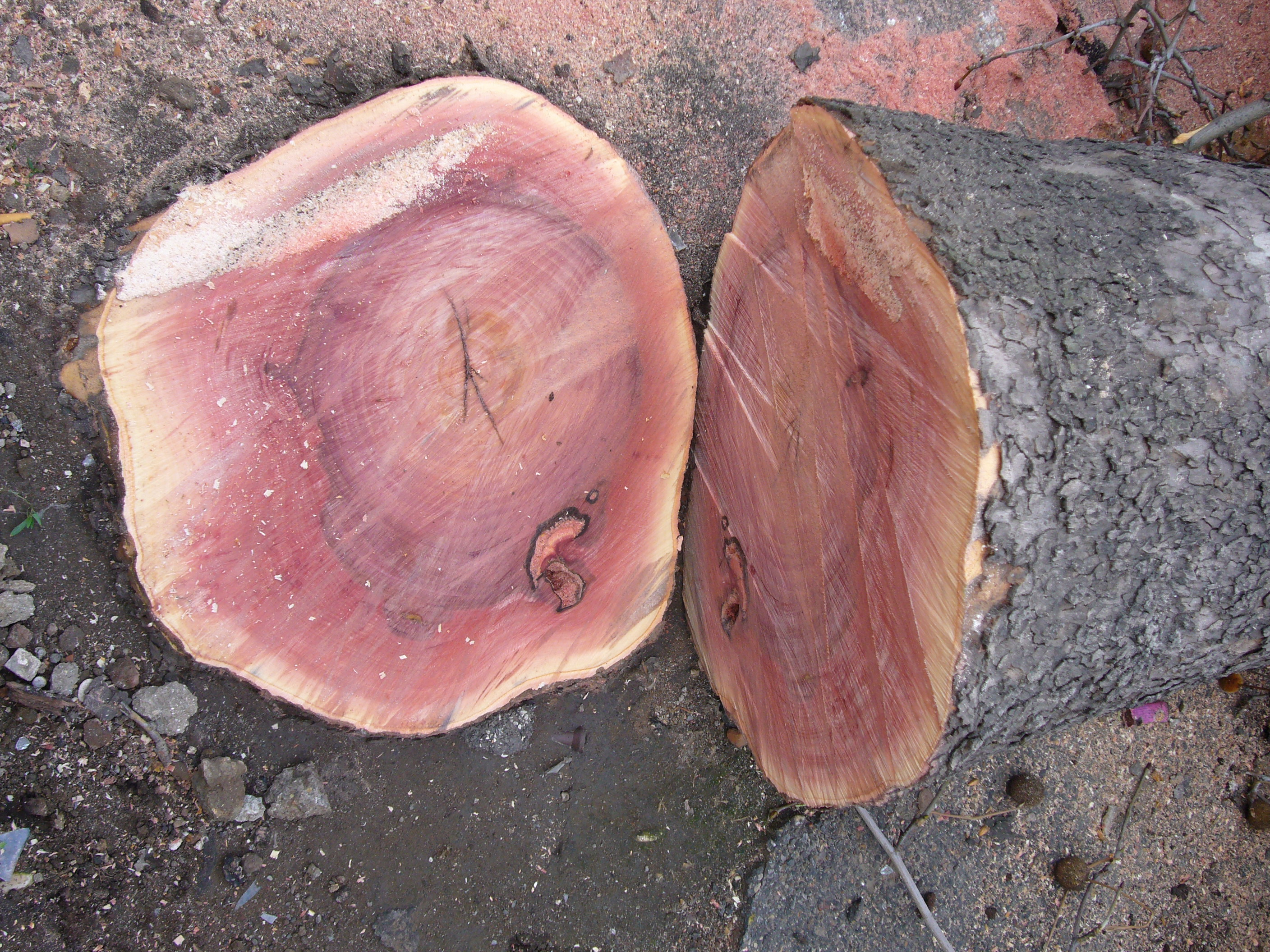
Řez kmenem s poškozením chorobou

Korová rakovina platanu je houbová choroba rostlin způsobená houbou Ceratocystis platani  z čeledi brvenkovité Hyaloscyphaceae. Choroba napadá především platany. Je invazivním druhem v Evropě i USA. Patogen může přežít několik let při −17 °C, ale neroste při teplotě pod 10 °C nebo nad 45 °C. Houba může přežít více než 105 dnů v zmrzlé půdě, ale hyne při teplotách 35–40 °C. Piliny z nemocných stromů jsou vysoce infekční.

## EPPO kód
CERAFP

## Synonyma patogena

### Vědecké názvy
- Ceratocystis fimbriata f. sp. platani
- Endoconidiophora fimbriata f. platani
- Ceratocystis platani sp. platani

### České názvy
- rakovina kůry platanu
- rakovina platanů
- rakovina platanu
- korová nekróza platanu

## Zeměpisné rozšíření
Evropa, Arménie, USA (Arkansas, Kalifornie, New Jersey). Organismus byl zavlečen z USA do více jižních evropských přístavů na konci druhé světové války a rychle rozšířil v Itálii (Panconesi, 1981) a pomaleji ve Francii (Vigouroux, 1979). Rychlost šíření ve Francii zdá se zrychlila v posledních letech. Pouze západní část Vaucluse je výrazně ovlivněna. Opatření k eradikaci se ukazují jako účinná v Marseilles.

### Výskyt v Evropě
Francie, Itálie (i Sicílie), Španělsko (nepotvrzeno), Švýcarsko.

### Výskyt v Česku
Chybí informace. Výskyt a šíření je technicky možné, stejně jako v jiných zemích Evropy s příznivým podnebím.

## Hostitel
Platan, zejména platan javorolistý Platanus acerifolia (rozšířen ve většině částí Evropy) a jeho rodiče platan západní Platanus occidentalis(McCracken a Burkhard,
1977) a platan východní Platanus orientalis (Panconesi, 1981).

## Příznaky
Větve a části koruny odumírají. Napadená větev s nepříliš početnými více či méně chlorotickými listy je obvykle první příznak. Strom s takovou větví sám projevuje rozsáhlé léze na kmeni. Ve středu léze je nekrotická kůra nafialovělého zbarvení, která se stává bílo hnědou a popraskanou a přilne ke stromu. Okraje nevykazují žádné poškození a často se objevují modročerné vlákna, cévy a oranžové zbarvení. Později vzhůru po kmeni vystupuje jazykovitě nekróza. Léze patogena se mohou šířit 1–2 m ročně. Pokud dojde ke strangulaci větve, kůra z oddělených částí se stává nápadně červenohnědou. Na příčném řezu větví jsou zřetelné namodralé proužky, později hnědé, vřetenovité plošky.

### Možnost záměny
Rezavec štětinatý.

## Význam

### Ekonomika
Ekonomický dopad se týká použití platanů jako okrasné dřeviny. Kácení nemocných vzrostlých stromů v městských oblastech a podél vodních toků a nahrazení stromy odolnými proti nemoci nebo alternativními druhy je nákladné. Ve Forte dei Marmi (Toskánsko), jednom z nejstarších center infekce v Itálii, 90 % všech platanů uhynulo během dvaceti let, 1972–1991, (Panconesi et al., 2003). Kácení tisíců nemocných stromů podél Canal du Midi ve Francii bylo zmíněno v médiích (Hadden a Hugh-Jones, 2011). Panují obavy, že odstranění vzrostlých stromů by mohlo nepříznivě ovlivnit cestovní ruch v postižených oblastech.

### Ekologie
Nebezpečí tohoto onemocnění tkví v jeho schopnosti rychle se šířit a v rychlosti s jakou způsobuje úhyn stromu (Panconesi, 1981). Korová rakovina platanu zdá se ztratila význam ve východní části USA, ale v poslední době se objevila na několika místech v přirozených lesích Platanus occidentalis v Arkansasu, USA (Panconesi et al., 2003).
V Itálii a zejména na jihovýchodě Francie choroba způsobila vážné ztráty v městské zeleni a šíření choroby z měst představuje nebezpečí pro přežití platanu. V roce 1986 přišla první zpráva, že rakovina platanu napadla přirozený les P. orientalis na Sicílii (Panconesi et al., 2003). Od svého prvního výskytu v Řecku v roce 2003, má rakovina platanu dramatický dopad na přírodní populace P. orientalis v jihozápadní části Řecka (Ocasio-Morales et al., 2007).

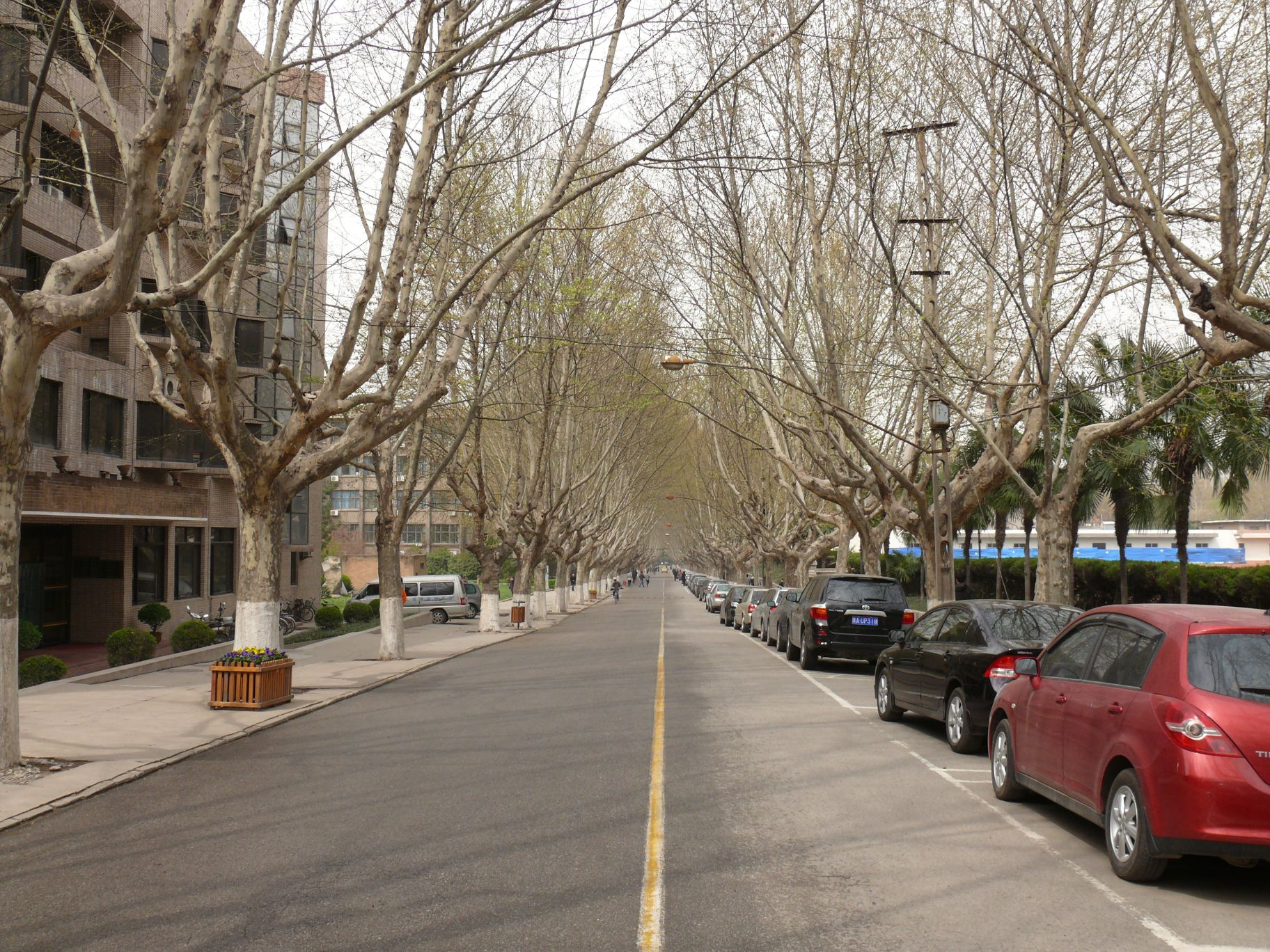
Platanová alej v Číně

### Sociální význam
Canal du Midi probíhá od Toulouse k pobřeží Středozemního moře ve Francii je zapsáno na seznamu světového kulturního dědictví UNESCO (http://whc.unesco.org). Je známý pro své estetické hodnoty architektonické a krajinářské architektury a přitahuje velké množství turistů. Lze očekávat tisíce nemocných vzrostlých platanů podél celé jeho délky, které bude třeba skácet v průběhu několika příštích let.

## Šíření
Přírodní šíření je velmi pomalé a někdy nemožné pro velké vzdálenosti (nejsou žádné přírodní vektory). Zemní stroje mohou přenášet infekci pomocí zamořené půdy a kontaminovat zdravé oblasti. Tato houba může být rozšířena dřevem v zemích, kde je jako materiál použito.
Nejpravděpodobnější způsob šíření v mezinárodním měřítku je obchod s infikovanými rostlinami, sadbou.
Někteří brouci, kteří se vyskytují na mrtvých a umírajících platanech v Řecku jsou považováni za možné vektory. Je ověřeno, že obsahují životaschopné částečky patogenní houby. Tak mohou být potenciálními vektory pro šíření rakoviny, a to zejména v Řecku, které je původním prostředím Platanus orientalis (Ocasio-Morales et al., 2007).
Přenos patogena vodou je důležitým faktorem rozptýlení ve Francii, Švýcarsku a Itálii (Grosclaude et al, 1991 Ocasio-Morales et al, 2007.). Rostliny Platanus orientalis v Řecku jsou na pobřeží, a tak pohyb patogena ve vodě měl přispět k jeho rychlému šíření (Ocasio-Morales et al., 2007).

## Ochrana rostlin
Choroba je třeba hlásit Státní rostlinolékařské správě.
Podle INRA a různých agentur v současné době neexistuje účinný způsob chemické nebo biologické ochrany proti této nákaze, protože mycelium proniká hluboko do dřeva. Je třeba se zaměřit na preventivní opatření. Tato opatření zahrnují snahu vyhnout se poranění platanu, dezinfikovat nástroje před a po práci na stromech, spálení jakékoliv nemocné tkáně, odstranění jakýchkoliv pilin, ošetření veškerých ran a zranění antimykotickými přípravky a zásadu vyhnout se výsadbě citlivých stromů v kontaminovaných oblastech.
Takové způsoby by mohly omezit nebo zpomalit šíření po celém přirozeném areálu rozšíření ekologicky a historicky významných platanů. (Ocasio-Morales et al., 2007).